# Luka Karabatic
Luka Karabatic (* 19. April 1988 in Straßburg) ist ein französischer Handballspieler, der für die französische Nationalmannschaft auflief.

## Persönliches
Der 2,02 Meter große und 110 kg schwere Karabatic ist in einer aus dem damaligen Jugoslawien stammenden Handballfamilie aufgewachsen. Sein Vater Branko Karabatić und sein älterer Bruder Nikola Karabatić spielten ebenfalls professionell Handball. Luka Karabatic wurden sowohl für den Handballsport als auch für Tennis große Begabungen nachgesagt. Er spielte zunächst Tennis beim TC Logopak Hartenholm, entschied sich dann mit 19 Jahren endgültig für den Handball.

## Vereinskarriere
Der Kreisläufer stand seit 2008 beim französischen Klub Montpellier AHB unter Vertrag. Mit Montpellier gewann er von 2009 bis 2012 die Meisterschaft und qualifizierte sich damit jeweils für die EHF Champions League. Am 30. September 2012 wurden Karabatic und seine Freundin wegen Manipulationsverdachts rund um die Begegnung Cesson Rennes Métropole HB gegen Montpellier in Untersuchungshaft genommen. Daraufhin wechselte Karabatic am 15. November 2012 zum französischen Verein Pays d’Aix UC. Letztendlich wurden er und sein Bruder am 1. Februar 2017 zu einer Haftstrafe von zwei Monaten auf Bewährung und einer Geldbuße von 10.000 Euro verurteilt.
Seit Juli 2015 steht er bei Paris Saint-Germain unter Vertrag. Mit Paris gewann er von 2016 bis 2025 die französische Meisterschaft, 2018, 2021 und 2022 den französischen Pokal sowie 2017, 2018 und 2019 den französischen Ligapokal.

## Nationalmannschaftskarriere
In der französischen Nationalmannschaft debütierte Luka Karabatic am 8. Juni 2011 in der Partie gegen Argentinien. 2014 wurde der Deckungsspezialist in Dänemark Europameister. Bei der Weltmeisterschaft 2015 in Katar sowie bei der Weltmeisterschaft 2017 in Frankreich wurde er Weltmeister. Bei den Olympischen Spielen 2016 in Rio de Janeiro gewann er die Silbermedaille. Bei der WM 2019 gewann er die Bronzemedaille. Mit der französischen Auswahl gewann er bei den Olympischen Spielen 2021 in Tokio die Goldmedaille und ist damit einer der wenigen Nationalspieler, die jeden wichtigen Titel mindestens einmal gewinnen konnten.  
Bei der Weltmeisterschaft 2023 gewann er als Mannschaftskapitän mit Frankreich die Silbermedaille. Bei der Europameisterschaft 2024 gewann er mit Frankreich erneut die Goldmedaille, dabei kam er in allen neun Spielen zum Einsatz und warf sechs Tore. All diese Erfolge errang er mit seinem älteren Bruder Nikola, der nach den Olympischen Sommerspielen 2024 seine Karriere beendete. Bei der Weltmeisterschaft 2025 gewann er erneut eine Bronzemedaille.

## Belege
1. ↑  Luka Karabatic beendet internationale Karriere. In: www.handball-world.news. Abgerufen am 25. Februar 2025.
2. ↑  IHF | Player Details. Abgerufen am 20. August 2021.
3. ↑  „Handball-Star im D-Zug-Tempo?“, Kieler Nachrichten, 9. Februar 2008
4. ↑  www.eurohandball.com
5. ↑  Luka Karabatic verlässt Montpellier, Handball-world.com am 15. November 2012, abgerufen am 31. Januar 2013
6. ↑   Berufungsgericht verurteilt Karabatic-Brüder in Wettskandal (Memento vom 3. Februar 2017 im Internet Archive) Südwest Presse, 1. Februar 2017, abgerufen am 2. Februar 2017.
7. ↑  Erster Karabatic bei PSG vorgestellt, Handball-world.com am 6. Juni 2015, abgerufen am 6. Juni 2015
8. ↑  Julia Nikoleit: Entscheidung in letzter Sekunde: Deutschland muss sich Frankreich im Kampf um Bronze geschlagen geben. Abgerufen am 5. Februar 2019.
9. ↑  IHF: 26th Men's World Championship 2019. Abgerufen am 5. Februar 2019 (englisch).
10. ↑  ihf.info: Cumulative Statistics: France, abgerufen am 7. August 2021
11. ↑  EHF Euro 2024: Cumulative Statistics France. (PDF) In: eurohandball.com. Abgerufen am 29. Januar 2024 (englisch).
12. ↑  Ewiger Nikola Karabatic verabschiedet sich von der Handball-Bühne. Abgerufen am 21. Januar 2025 (deutsch).
13. ↑  deutschlandfunk.de: Handball-WM - Dänemark gewinnt WM-Titel zum vierten Mal in Folge. 2. Februar 2025, abgerufen am 3. Februar 2025.

| Personendaten    | Personendaten                 |
| ---------------- | ----------------------------- |
| NAME             | Karabatic, Luka               |
| KURZBESCHREIBUNG | französischer Handballspieler |
| GEBURTSDATUM     | 19. April 1988                |
| GEBURTSORT       | Straßburg, Frankreich         |